# Parque de la Independencia (São Paulo)
El Parque de la Independencia es un parque ubicado en la ciudad de São Paulo, Brasil. Inaugurado en 1989 a orillas del arroyo en el distrito de Ipiranga es patrimonio histórico cultural de Brasil debido a que en esa localidad se dio el Grito de Independencia del país por D. Pedro I. Surgió de la preocupación de unir la región del Ipiranga como espacio de memoria nacional y patriotismo además de preservar y demarcar el espacio y también de hacer común una memoria colectiva.
Tiene un área de 161,300 metros cuadrados. alberga el Museu do Ipiranga, el Monumento à Independência y la Casa do Grito, además de un denso bosque y una extensa jardinería en el camino entre el Monumento y el Museo. También están los jardines franceses que fueron creados recientemente.
En 2018, el Municipio anunció la ampliación del Parque con la incorporación de un terreno adyacente de 26.000 m², donde antes estaba el Instituto Bom Pastor. En 2022, las obras de ampliación aún no habían concluido.

## Historia

### La región de Ipiranga, el parque y la declaración como patrimonio
En la colina de Ipiranga, junto al arroyo Ipiranga, el Rey Pedro I declaró en 1822 al Brasil como un país independiente de Portugal. Con la Constitución de 1891, la región pasó a manos del gobierno del estado. La región de Ipiranga pasó entonces por muchos cambios de valor simbólico e histórico convirtiéndose en parte de un imaginario colectivo sobre la independencia del país. En 1888, fue inaugurado el Museo de Ipiranga como museo de historia natural cuyo carácter patriótico fue reforzado posteriormente. En el centenario de la Independencia, en 1922, como parte de las celebraciones, fue inaugurado -aunque aún no concluido- el Monumento a la Independencia de Brasil realizado por Ettore Ximenes y Manfredo Manfredi. La Casa do Grito, por su parte, fue expropiada en 1936 y en 1955 comenzó a sufrir reformas para aproximarla a la casa pintada por Pedro Américo en el lienzo "Independência ou Morte". Esta secuencia indica, como mínimo, el aprecio del país por el lugar y la necesidad de preservar la región de Ipiranga, que pasó a ser considerada un sitio histórico y cultural.

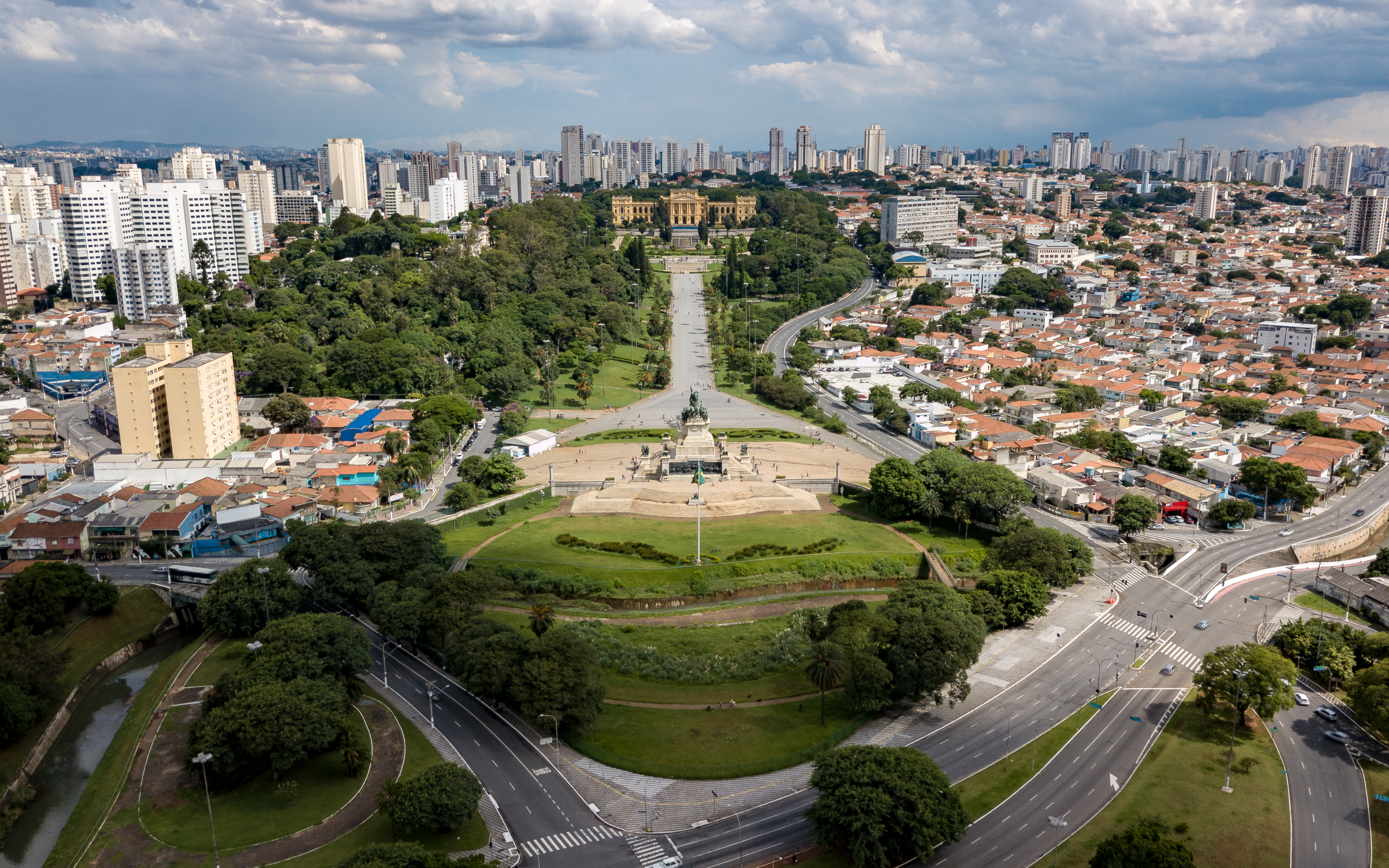
Vista del área del parque.

Sólo en 1969 se abrió un proceso para integrar estos tres bienes culturales - el Museo Ipiranga, el Monumento de la Independencia y la Casa do Grito - en el patrimonio histórico de Brasil con la creación del "Parque de la Independencia". Los principales argumentos en el proceso de inscripción en el CONDEPHAAT N.º 08486/69 fueron la relevancia cívica y cultural del espacio, su importancia como atracción turística y el hecho de conmemorar el 150.º aniversario de la independencia. Además, es posible entender a partir de los documentos la preocupación social con la posibilidad de que un espacio histórica y culturalmente relevante para el país sea resignificado o no preservado, y la declaración como patrimonio, a su vez, garantiza la integridad del bien en cuestión, en este caso, la integridad de la región de Ipiranga.
El parque, inaugurado en 1989, es un bien cultural declarado como patrimonio por la CONDEPHAAT por resolución del 2 de abril de 1975, Proceso SET n.º 8.486/79, y por la CONPRESP - Resolución n.º 05/91 listado "de oficio". El 3 de octubre de 1986, el gobierno del estado entregó la administración de las áreas que componen el parque (excepto el Museo Paulista) a la Alcaldía de São Paulo.

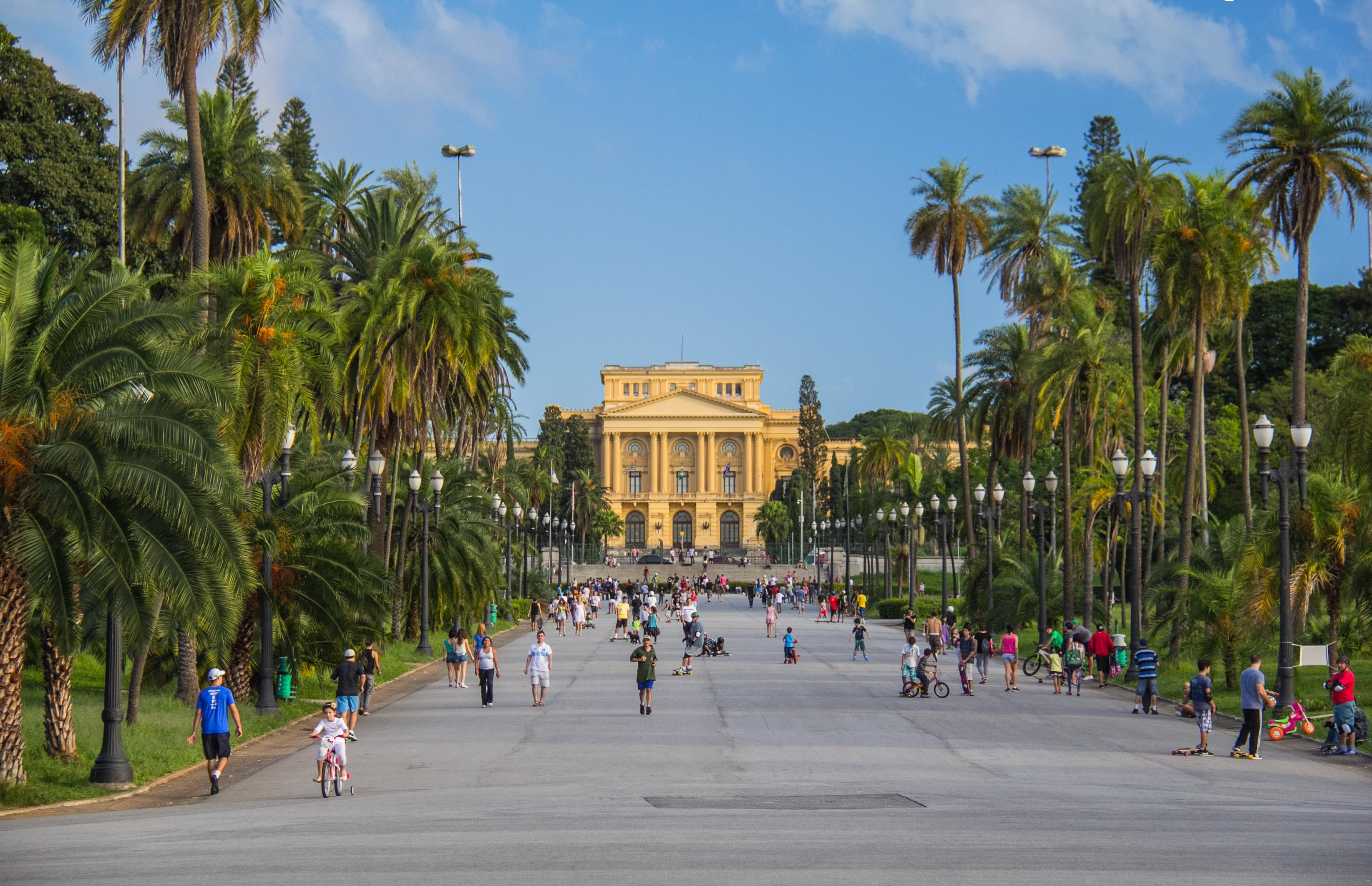
Movimiento en un día de semana en el Parque

En 2016, el parque cerró algunas áreas de ocio debido a su falta de conservación.

### Público
La historia de este bien cultural también incluye el decreto N.º 25.871/1988, que justo antes de la inauguración ya regulaba el uso del parque, por parte del entonces alcalde de São Paulo Jânio Quadros, que prohibía manifestaciones de cualquier tipo, la presencia de vendedores ambulantes, la publicidad, la circulación de bicicletas, patinetes o monopatines y, además, sólo permitía la práctica del footing en las zonas habilitadas para este deporte específico.
En 2010, el entonces alcalde Gilberto Kassab revocó estas normas por el Decreto N º 51.737/2010 y también dejó la aprobación y divulgación del Reglamento de Uso del Parque municipal Independencia al Departamento de Parques y Áreas Verdes - Depave, de la Secretaría municipal de Medio Ambiente.

## Características

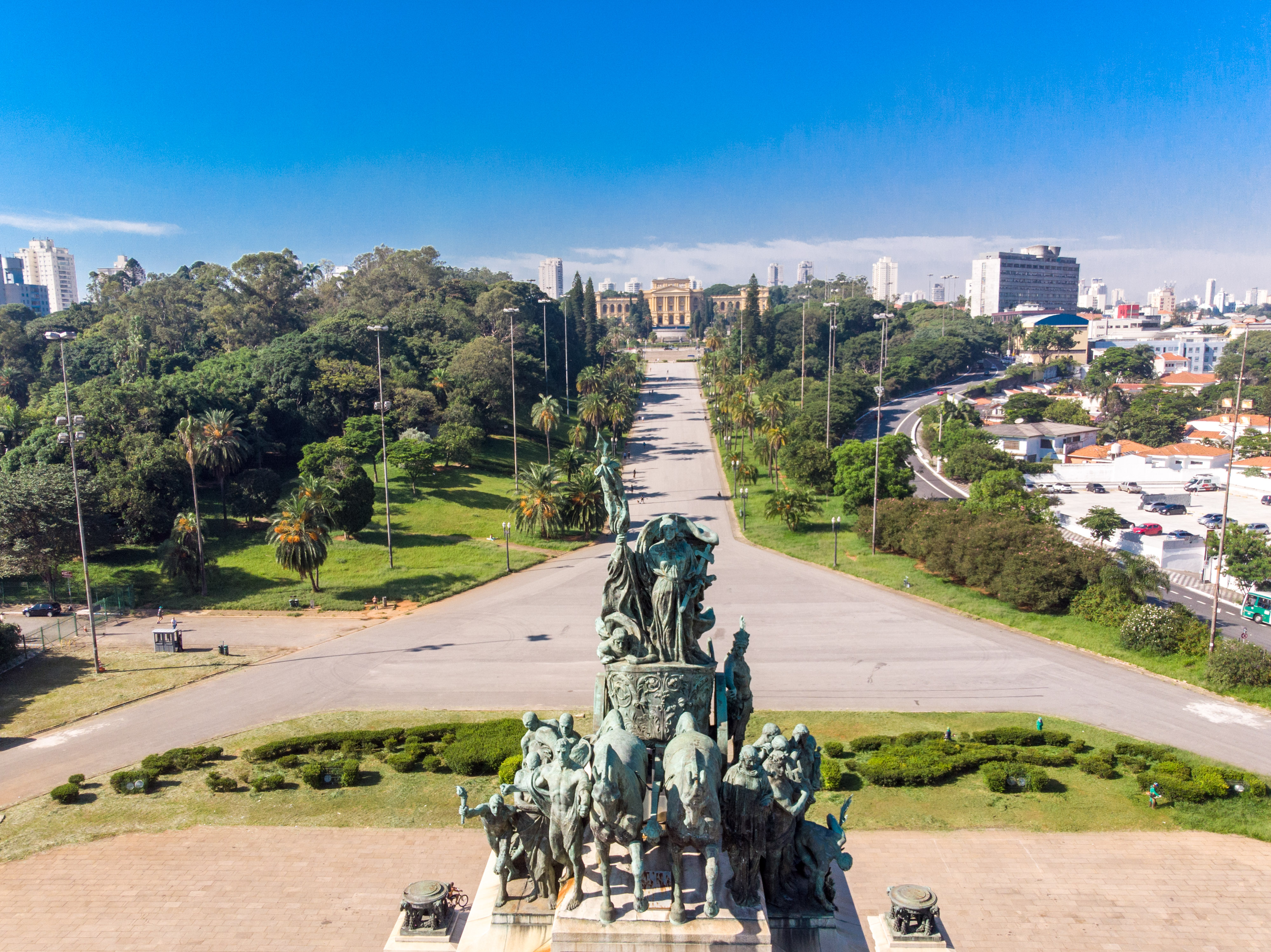
El parque visto desde el Monumento de la Independencia.

El parque alberga el Museo Ipiranga que estuvo cerrado por reformas durante casi diez años, el Monumento de la Independencia y la Casa do Grito. La entrada es gratuita y el parque está abierto todos los días de 5h a 20h - en verano, de 5h a 21h. La gran zona verde es una característica distintiva del parque, que cuenta con un jardín diseñado al estilo francés, que une el Museo Paulista y el Monumento a la Independencia con los demás edificios del recinto, como el Museo de Zoología de la Universidad de São Paulo. Además de los árboles, el parque cuenta con una pista de jogging, un parque infantil para niños menores de diez años y una plaza cubierta por el programa Wifi Livre SP. Se estima que 48.000 personas visitan el parque cada mes y, según el mismo estudio, es el cuarto mejor parque de la ciudad de São Paulo (datos de 2008).
En el Parque de la Independencia también tienen lugar numerosos eventos culturales gratuitos, especialmente durante la semana del 7 de septiembre -fecha de la Proclamación de la Independencia de Brasil-, como en 2015, cuando el parque acogió una carrera conmemorativa de 10 km por la mañana y conferencias junto al Museo Paulista durante todo el día.

### Arquitectura

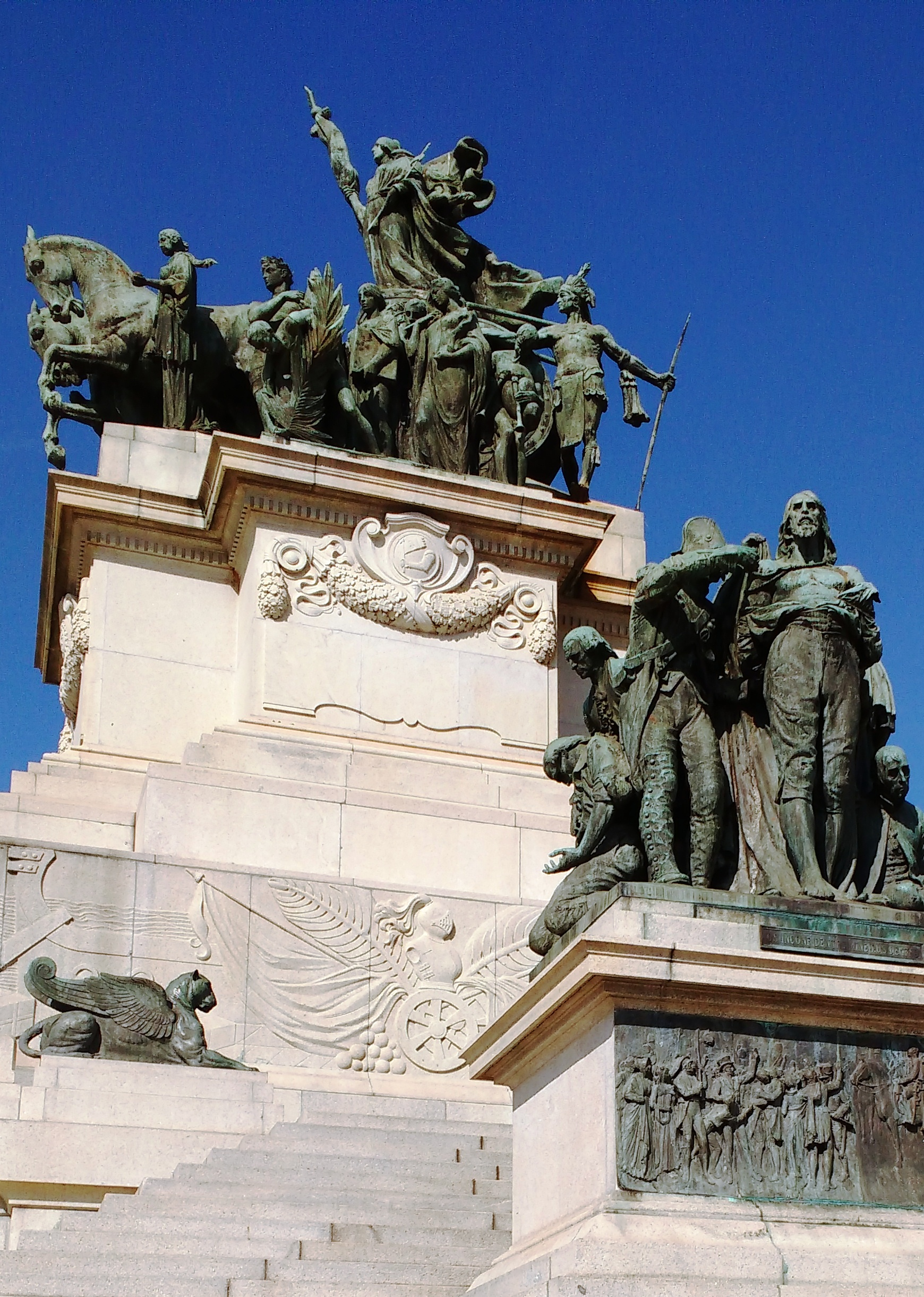
Monumento a la Independencia de Brasil.

El Parque de la Independencia fue diseñado tanto en la línea del Neo-Renacimiento, es decir, con un perfil estilístico revivalista, buscando una obra imponente - tanto para la memoria imperial del momento de la proclamación de la independencia como para la preservación del espíritu patriótico - como en la línea del paisajismo francés - más específicamente, inspirado en el jardín de Versalles, en Francia. La grandeza de la influencia neorrenacentista está muy bien retratada en el Museo Paulista, concebido como un palacio aislado, visto por todos los habitantes de la ciudad - lo que explica el jardín rebajado que rodea el museo. El Monumento a la Independencia, de Ettore Ximenes, alía esta noción de grandeza con personajes grecorromanos junto a personajes de la historia brasileña. La única estructura del parque que rechaza esta postura es la Casa do Grito, que es un ejemplo de casa ordinaria en la São Paulo de 1822.
Los jardines que unen el Monumento de la Independencia al Museo Paulista, a su vez, adoptan el perfil de un jardín francés, con fuentes, lagos, surtidores y estatuas, siempre con el perfil de la arquitectura monumental. De hecho, debido al proceso de restauración del Parque de la Independencia promovido por la FAU (Facultad de Arquitectura y Urbanismo de la USP), las fuentes aún conservan las características arquitectónicas del proyecto de 1922. Esta restauración tuvo lugar en 2004, con el patrocinio del Banco Real. Los cambios realizados en las fuentes en 1970 fueron reversibles, lo que permitió volver al diseño original.

### Fuente

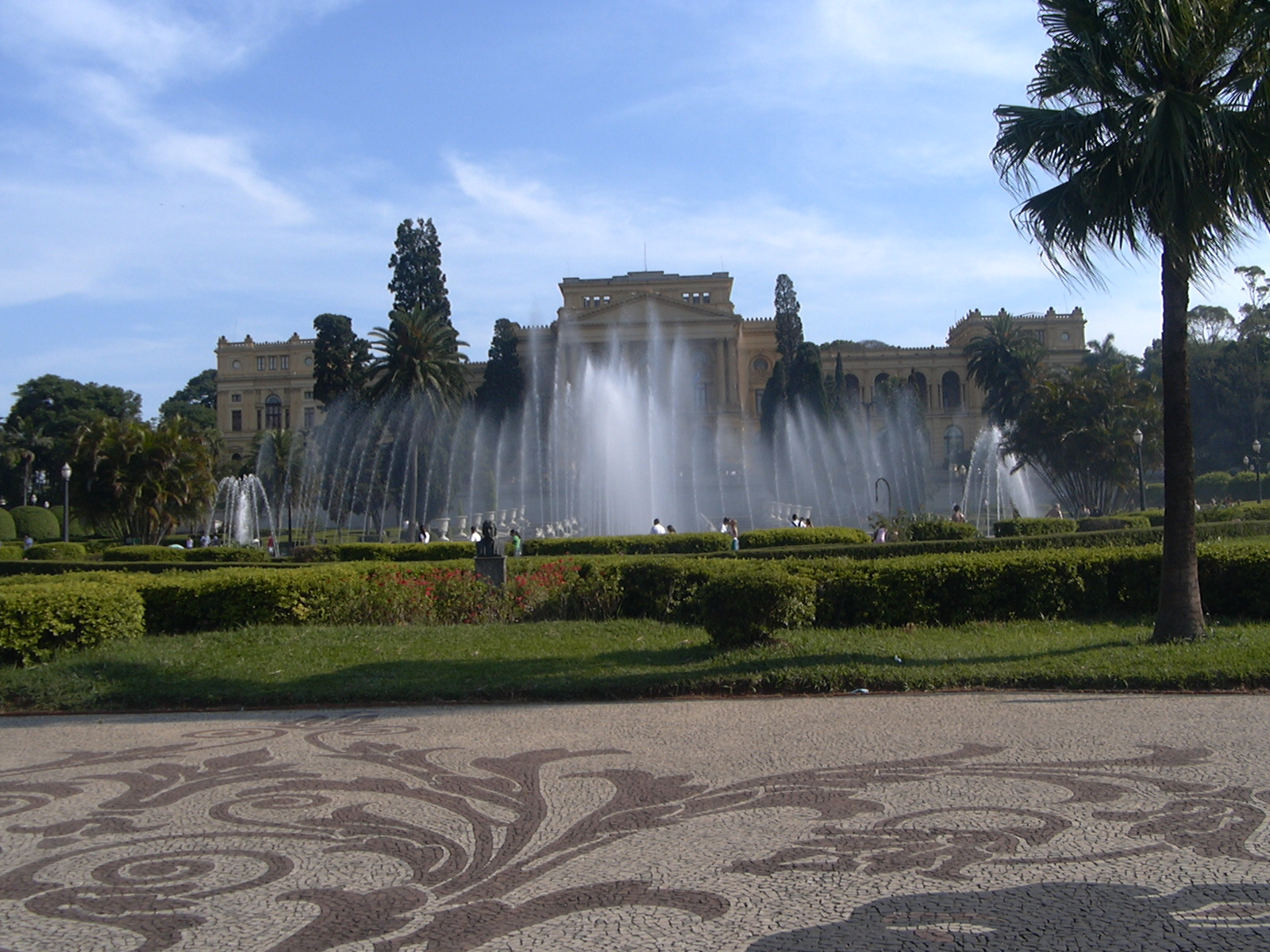
Fuente en funcionamiento

Frente al museo, hay una fuente construida en 1922 para el Centenario de la Independencia. La estructura fue creada por Prestes Maia. Con una capacidad de 850.000 litros, la fuente consta de un gran espacio para la recogida de agua, que se desborda y llena piscinas más pequeñas, como una cascada. También hay fuentes con cañones de agua.
Para instalar la fuente, se rebajó 14 metros toda el área frente al museo.
Entre 2003 y 2004, la fuente fue restaurada.

### Flora

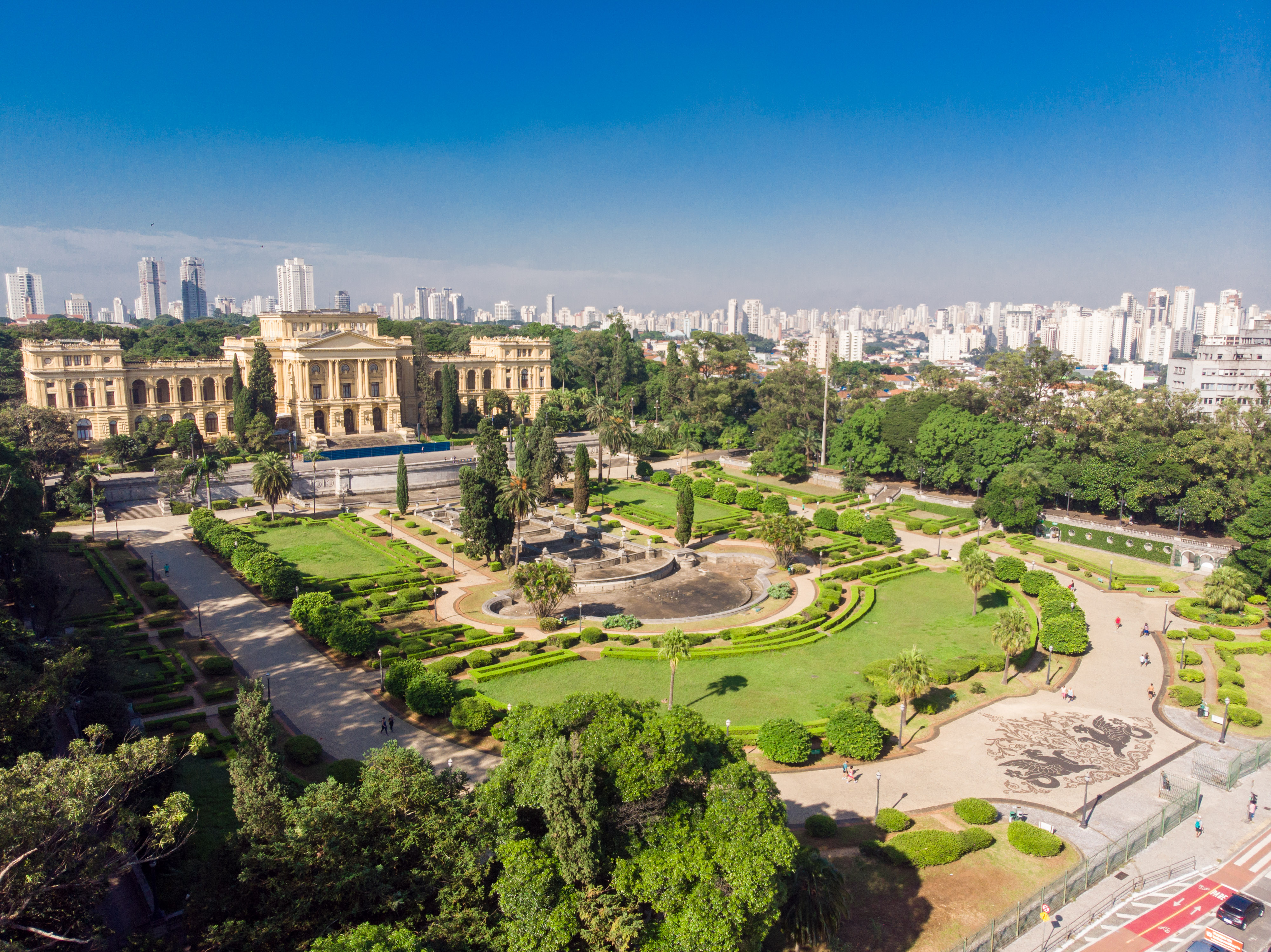
Jardín del Parque de la Independencia.

Del estudio Aspectos florísticos, históricos y ecológicos del componente arbóreo del Parque da Independência, São Paulo, SP, fueron identificadas 160 especies de árboles, 8 especies identificadas sólo a nivel de género, 7 especies sólo a nivel de familia y una especie no fue identificada. De ese total de 160, 81 (51%) son nativas de la ciudad de São Paulo, contra 63 (39%) que, a su vez, son clasificadas como exóticas, no presentes naturalmente en la ciudad de São Paulo. 16 especies (10%) no fueron identificadas. De la lista de 160, destacan: Araucaria heterophylla, Pau-ferro, Ceiba speciosa, árbol del caucho y Amendoim-acácia, que se utilizan en los trabajos de paisajismo del parque. 
Cabe destacar también que, de las 160 especies arbóreas incluidas en el estudio, 18 figuran en la Lista Roja de Especies Amenazadas de la Unión Internacional para la Conservación de la Naturaleza (2010). Aunque proporcionalmente es un número bajo, es significativo e indica la necesidad de pensar más en la preservación y conservación del Parque de la Independencia, sobre todo porque el estudio también señalaba que ha habido una gran interferencia humana, especialmente en la zona boscosa, donde se encontraron bolsas de plástico y envases.

#### El Bosque

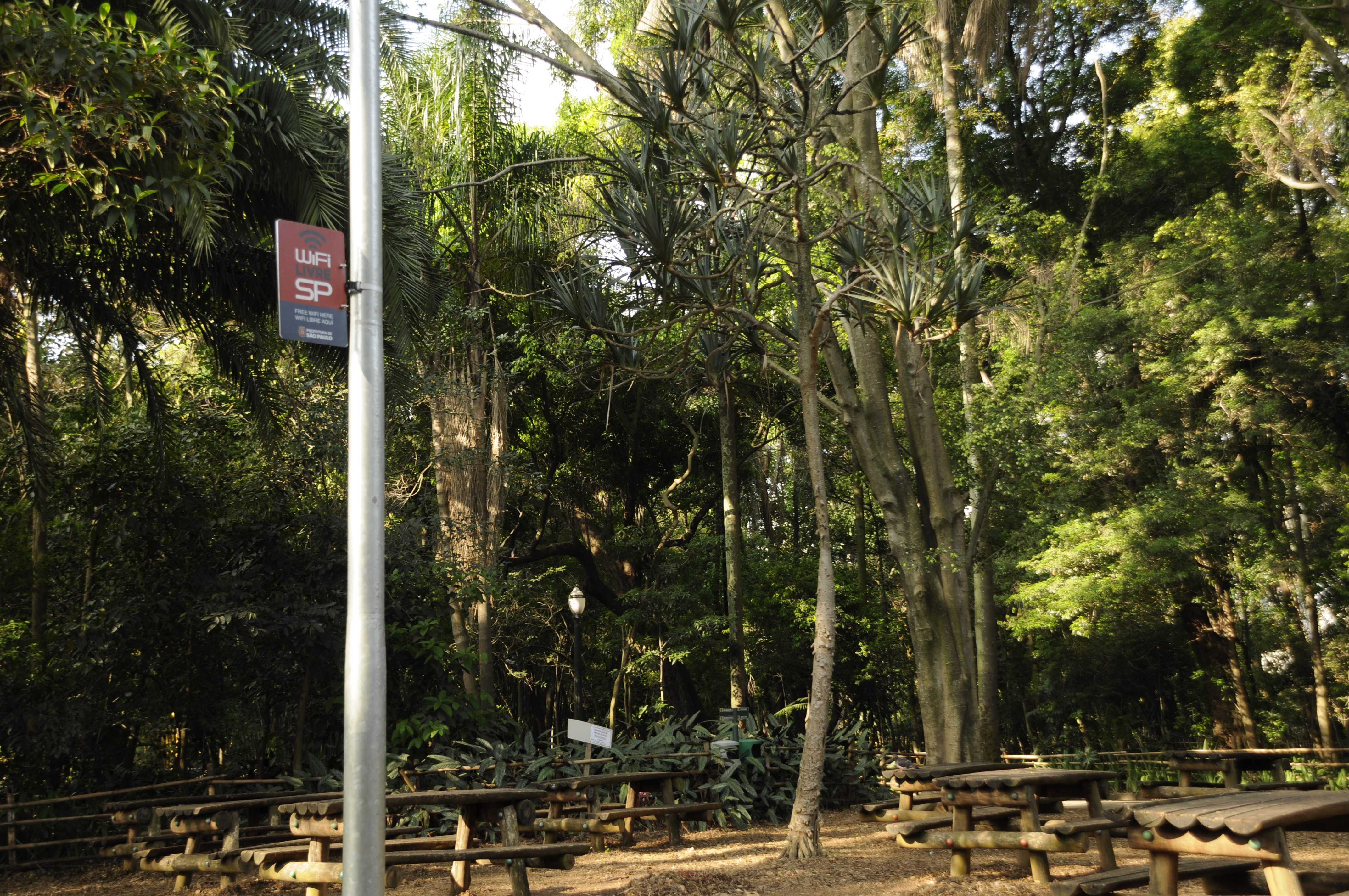
Bosque detrás del Museo Paulista

El denso bosque, que está detrás del Museo Ipiranga tiene 71 especies naturales de la ciudad de São Paulo, 40 exóticas y 13 no identificadas. De las 160 especies identificadas que componen el Parque de la Independencia, 91 aparecen sólo en la arboleda y 36 ocurren en otros sectores, pero no en la arboleda. No por casualidad, en la arboleda se destacan 11 especies conocidas por su utilización en proyectos de forestación y paisajismo urbano, algunas por sus frutos comestibles y pequeño porte y otras por su gran porte y belleza.
El bosque ha sufrido una gran pérdida de su vegetación original. Según el estudio de Rafael Felipe de Almeida, Simone Justamante De Sordi y Ricardo José Francischetti García, "Hoehne (1925), en una descripción del antiguo "Horto do Ipiranga", informa de un número aproximado de 350 especies, entre árboles, arbustos, hierbas, lianas, epífitas y helechos arborescentes. Por otro lado, Luderwaldt (1918), en su descripción de los efectos de una fuerte helada en el antiguo Horto Botânico do Ipiranga, menciona aproximadamente 140 especies de plantas vasculares. Aunque actualmente se hayan registrado 124 especies en el componente arbóreo, se observó a lo largo del estudio que los componentes herbáceo-arbustivo y epífito son pobres en especies, con escasez de epífitas y helechos arborescentes", lo que significa una última pérdida registrada de 16 especies y un estado actual poco saludable de las aún presentes.